# Propriedades extraterritoriais da Santa Sé

Propriedades extraterritoriais da Santa Sé em Castel Gandolfo:
1. Palácio Papal com um jardim adjacente
2. Jardim de Villa Cybo
3. Villa Barberini, jardins e área agrícola nas redondezas
4. Oliveto ex-Bacelli
5. San Tommaso di Villanova

Propriedades da Santa Sé são territórios pertencentes à Santa Sé definidas pelo Tratado de Latrão, de 1929, assinado pelo Reino da Itália e o Papa. Estes territórios, embora façam parte do território italiano, gozam, se forem extraterritoriais, de imunidades similares às dispensadas às embaixadas.

## Fora do Vaticano, mas em Roma

### Propriedades extraterritoriais
- Arquibasílica de São João de Latrão
- Basílica de Santa Maria Maior
- Basílica de São Paulo fora da Muralha (cujo complexo inclui ainda o mosteiro beneditino vizinho, o Oratório Pontifício de São Paulo e a Pontifícia Universidade Beda).
- Palácio de Latrão, Pontifícia Universidade de Latrão, Scala Santa e edifícios anexos.
- Palazzo San Callisto, que abriga o Pontifício Conselho Cor Unum, incluindo o Palazzo delle Sacre Congregazioni Romane.
- Alguns edifícios no Janículo: Pontifícia Universidade Urbaniana, Pontifícia Universidade Norte Americana e o Hospital Bambino Gesù.
- Palazzo della Cancelleria, entre o Corso Vittorio Emanuele II e o Campo de' Fiori.
- Palazzo di Propaganda Fide, que abriga a Congregação para a Evangelização dos Povos, na Piazza di Spagna.
- Palácio do Santo Ofício, que abriga a Congregação para a Doutrina da Fé, na Piazza del Sant'Uffizio , vizinhas da Basílica de São Pedro.
- Palácio da Congregação para as Igrejas Orientais (antigamente, Palazzo dei Convertendi in Piazza Scossacavalli), na Via della Conciliazione (rione de Borgo).
- Palazzo Pio, na Via della Conciliazione (em troca do Palazzo della Dataria).[3]
- Palácio do Vicariato (chamado também de Palazzo Maffei Marescotti), na Via della Pigna, perto do Corso Vittorio Emanuele II e vizinho da Piazza del Gesù.
- Pontifício Seminário Menor Romano
- Campo Santo Teutonico
- Villa Gabrielli al Gianicolo
- A maior parte do Salão de Audiências Paulo VI (o rostrum com o trono papal é parte do território vaticano).

### Propriedades não-extraterritoriais
- Palazzo dei Santi Apostoli anexo à Basilica dei Santi Apostoli.
- Palácio anexo à San Carlo ai Catinari.
- Palazzo Gabrielli-Borromeo, sede do Collegio Bellarmino, na Via del Seminario, perto de Sant'Ignazio.
- Instituto Arqueológico, Pontifício Instituto Oriental, Universidade Lombarda e a Universidade Russa na Piazza Santa Maria Maggiore.
- Os dois palácios de Sant'Apollinare entre a Piazza Sant'Apollinare e a Via della Serola.
- A Casa de Repouso para o Clero de Santos João e Paulo, incluindo o Ninfeu de Nero, no Monte Célio.

### Antigas propriedades extraterriais
- Palazzo della Dataria, perto do Palácio Quirinal (trocado pelo Palazzo Pio).[3]

## Fora de Roma

### Propriedade extraterritorial
- Castelo Papal de Castel Gandolfo, os jardins da Villa Cybo, Villa Barberini e jardins anexos, a propriedade de verão do Pontificio Collegio Urbano di Propaganda Fide e a fazenda papal entre as cidades de Castel Gandolfo e Albano Laziale (com cerca de 55 hectares).
- Área perto de Santa Maria di Galeria onde está a antena da Rádio Vaticano, cedida pela Itália num acordo em 1951.[3]

### Propriedades não-extraterritoriais
- Basílica da Santa Casa, em Loreto, na província de Ancona.
- Basílica de São Francisco de Assis em Assis, na província de Perúgia.
- Basílica de Santo Antônio, em Pádua, na província de Pádua.
- Santuário da Virgem do Rosário em Pompeia.

O Acordo Fundamental, assinado em 1993, garante direitos de posse e isenções fiscais à Santa Sé sobre vários lugares santos cristãos em Israel, mas o acordo jamais foi firmado por causa de problemas diplomáticos entre o Vaticano e o governo israelense.